# Manden med jernmasken (film fra 1998)
 For alternative betydninger, se Manden med jernmasken. (Se også artikler, som begynder med Manden med jernmasken)
Manden med jernmasken (original titel: The Man in the Iron Mask) er en amerikansk spændings-spillefilm fra 1998 instrueret, produceret og skrevet af Randall Wallace. Filmen er løst baseret på Alexandre Dumas' roman Le Vicomte de Bragelonne ou Dix ans plus tard og er en slags fortsættelse til De Tre Musketerer. Filmen har Leonardo DiCaprio, Jeremy Irons, John Malkovich, Gérard Depardieu og Gabriel Byrne i hovedrollerne.

## Plot
Frankrig regeres af den militaristiske kong Louis XIV, der leder landet i bankerot med sine upopulære krige. Da sultende bønder i Paris indleder optøjer for at få mad, reagerer han ved at få sin chefrådgiver Pierre til at sende dem rådden mad - selv om han senere ordrer Pierre henrettet for dette og alle uromagere skudt. I mellemtiden vælter kongen  sig i hedonistisk luksus og forfører en mængde af kvinder. De legendariske tre musketerer er pensioneret fra deres stillinger: Aramis er nu jesuitterpræst; Porthos er en hyppig gæst på parisiske bordeller; Athos har en søn ved navn Raoul, der netop er vendt tilbage fra krigen og underskriver sin ansøgning om optagelse hos musketererne, ligesom hans far, der engang tjente med stolthed og ære. I mellemtiden giver Athos Raoul sin kones ring, og siger, at den eneste dame, der er værdig til at bære den, er den, Raoul elsker. Det er Christine Bellefort, hvem Raoul agter at ægte. På en festival møder to elskende en ældre d'Artagnan, som stadig er i tjeneste hos kongen som kaptajn af musketererne og stræber efter at bevare korpsånden som i gamle dage. D'Artagnan ønsker Raoul og Christine held, men lige før Raoul vil fri, falder kongens øjne på Christine. Han sørger for, at Raoul skal returneres til kamp, hvor han bliver dræbt af de hollandske kanoner, mens han fører landtropper i et angreb. Nyheden om sønnens død når Athos, der i et anfald af raseri drager til kongens palads for søge hævn. Han sårer to musketerer, før d'Artagnan overmander ham på paladsområdet. Dette lægger et alvorligt pres på Athos' venskab med d'Artagnan, som han nu ser som en forræder.
I kølvandet på Raouls død inviterer Louis Christine til slottet, hvor hun går i seng med ham i taknemmelighed over den lægehjælp, hans læger har ydet hendes mor og søster. Da Louis beordrer Aramis til at finde og dræbe den hemmelige leder af jesuiterordenen, sætter Aramis et komplot i gang for for at vælte kongen med hjælp fra sine gamle kammerater, for den hemmelige leder er ingen anden end Aramis selv. Kun Athos og Porthos godkender planen; d'Artagnan nægter at forråde sin ed om ære og troskab mod kongen. De tre tidligere musketerer sniger sig ind i et fængsel og arrangerer løsladelsen af en mystisk fange: en mand i en jernmaske. De erstatter ham med et lig i en tilsvarende jernmaske, foregiver at liget er pestbefængt og brænder det. De tager den unge mand til et sikkert hus på landet og demaskerer ham: Han er Philippe, kong Louis' enæggede tvilling. Skønt han er Louis' tvilling, er Philippe medfølende og blid. Aramis afslører, at Philippe blev sendt væk af sin far, kong Louis XIII, uden at nogen vidste, at han var i live, og at Louis beordrede, at Philippes sande identitet skulle holdes skjult for ham for at redde Frankrig fra arvefølgestridigheder. Louis og hans mor blev bekendt med Philippes eksistens, da Louis XIII lå på sit dødsleje. Anne ønskede at genoprette sin søns fødselsret. Men Louis var besluttet på at beholde magten, men var overtroisk til at få sin egen bror myrdet. Så i stedet udtænkte han en måde at holde ham skjult: jernmasken. Aramis, på det tidspunkt stadig som en musketer og klædt i sort uniform, bragte ham til fængslet, en handling, der har hjemsøgt ham lige siden.
I mellemtiden lykkes det kong Louis at forføre Christine helt, og han hævder, at han beordrede, at Raoul skulle placeres langt fra fronten. Christine modtager et brev fra Raoul, som forudsiger hans egen død, og siger, at han tilgiver hende for at blive kongens elskerinde. Mens hun er i seng med Louis, indrømmer Christine, at hun stadig elsker Raoul, og at hun ikke er forelsket i ham. Rasende svigter Louis Christine.
Athos, Porthos og Aramis lærer Philippe, hvordan han skal være ligesom en kongelig, så han kan erstatte Louis som konge. Sammen bortfører de Louis under et maskebal. Før hans fravær er afsløret, tager Philippe hans plads.

## Medvirkende
- Leonardo DiCaprio som Ludvig 14. af Frankrig/Philippe
- Jeremy Irons som Aramis
- John Malkovich som Athos
- Gabriel Byrne som D'Artagnan
- Gérard Depardieu som Porthos
- Peter Sarsgaard som Raoul
- Judith Godrèche som Christine
- Anne Parillaud som dronning Anna af Østrig
- Edward Atterton som løjtnant Andre
- Hugh Laurie som Pierre, kongens rådgiver
- David Lowe som kongens rådgiver